# Lunita (nome)
Lunita è un nome proprio di persona femminile.

## Origine e significato
Derivante dalla parola "luna", che significa "luna" in italiano. Il suo significato letterale è "piccola luna," evocando immagini di dolcezza, luminosità e bellezza. La luna è spesso associata a simboli di femminilità, mistero e ciclicità, rendendo Lunita un nome che può esprimere delicatezza e forza insieme.

## Distribuzione e popolarità
Sebbene Lunita non sia tra i nomi più comuni, la sua origine spagnola e il suo significato affascinano molte persone, specialmente in contesti culturali dove i nomi legati alla natura e agli astri sono apprezzati. La sua forma diminutiva suggerisce un affetto particolare, rendendolo un nome amato da genitori che desiderano dare una connotazione affettuosa e intima alla propria figlia.

### Varianti
Il nome Lunita può avere diverse varianti e forme in altre lingue e culture:
- Lunetta
- Luna= (italiano, spagnolo, corso, sloveno, rumeno, latino)
- Selene=(greco)
- Manu=(lituano)
- Månen=(norvegese)
- Måne=(svedese)
- Ay=(turco)
- Mene=(greco antico)
- Moon=(inglese, danese)
- Lune=(francese)
- Mond=(tedesco)
- Tungl=(islandese)
- Kuu=(finlandese)
- Maan =(olandese)
- Leuad=(gallese)
- Lua=(portoghese)
- Fengari=(neogreco)
- Candra=(sanscrito)
- Qamar=(arabo)
- Mah=(avestico)
- Tsuki=(giapponese)
- Yareak=(ebraico)

Lunità rappresenta un nome ricco di significato e bellezza, capace di evocare immagini poetiche e sentimenti affettuosi. La sua unicità lo rende un'opzione interessante per i genitori in cerca di un nome che combini tradizione e originalità.

## Onomastico
Viene festeggiato il 1º novembre, festa di Ognissanti, poiché il nome è adespota, cioè non è portato da alcuna santa. In Spagna, la Vergine della Luna è venerata in diverse città.

## Nome nelle arti
Lunita Laredo personaggio del romanzo Ulisse di James Joyce madre di Molly Bloom
Lunita collana fumetti di Xavier Morell e Sergl San Julian
Lunita è il primo album in studio della cantante olandese Loona, pubblicato nel 1999